# Siegfried von Jabilinze
Siegfried (lateinisch comes Sifridus de Jabilinze; † um 1131/39) war Graf von Jabilinze.

## Leben
Siegfried war der älteste Sohn von Ritter Gottschalk von Gabelizo. Die Lage dieser Burg ist unbekannt, wahrscheinlich an der unteren Saale bei Nienburg.
1117 wurde Siegfried erstmals mit seinem Vater mit einem Lehen des Klosters Nienburg erwähnt. 1130 eroberte Siegfried die Neustadt Nienburg und wurde dafür als Tyrann bezeichnet.
In einem der folgenden Jahre wurde er von Albrecht dem Bären wegen Aufruhr gegen diesen getötet. Sein Bruder Baderich überlebte, obwohl er an dem Aufstand beteiligt war.
1140 zerstörte Erzbischof Konrad von Magdeburg die Burg Jabilinze, die Graf Siegfried gehört hatte.
Nachkommen sind nicht bekannt.